# Santa-Maria-Poggio
Santa-Maria-Poggio (kors. U Poghju di Moriani) – miejscowość i gmina we Francji, w regionie Korsyka, w departamencie Górna Korsyka.
Według danych na rok 1990 gminę zamieszkiwało 600 osób, a gęstość zaludnienia wynosiła 58 osób/km².